# سبخة نوال
 سبخة نوال أو سبخة النوال سبخة يقع معضمها في ولاية سيدي بوزيد، وينتمي جزء منها إلى ولاية صفاقس. وتبلغ مساحتها 17060 هآ، وتصب فيها عدة أودية وهي ذات ملوحة مرتفعة وتقصدها عدة أنواع من الطيور، كما تعيش على ضفافها بضعة أنواع من الثدييات مثل الغزال.
| سبخة نوال |

1. 1 2  وصلة مرجع: https://www.protectedplanet.net/555624291. الوصول: 22 فبراير 2023.
2. ↑  وصلة مرجع: https://www.protectedplanet.net/903085. الوصول: 22 فبراير 2023.